# Martin Johansson (biskop)
Martin Johansson, född 9 september 1837 i Villstad, död 26 juni 1908 i Härnösand, var en svensk biskop. Han var biskop i Härnösands stift under åren 1888-1908. Han gifte sig 1870 med friherrinnan Vendela Magdalena Rappe. Han var far till August Johansson.

## Biografi
Martin Johansson, som var son till folkskolläraren Emanuel Johansson och Brita Månsdotter, blev student vid Uppsala universitet 1858, filosofie doktor 1863 och teologie kandidat 1865. Året efter förordnades Johansson till docent i Nya testamentets exegetik vid Uppsala universitet. År 1866–1867 gjorde han en utländsk studieresa och blev 1870 adjunkt i pastoralteologi. Efter att 1871-1875 samt 1876-1877 ha varit tillförordnad professor i pastoralteologi, blev han 1877 professor i dogmatik och moralteologi vid universitetet samt tillträdde 1879 Gamla Uppsala prebendepastorat. År 1877 blev Johansson teologie doktor och 1879 utsågs han till ledamot av bibelkommissionen. År 1888 utnämndes han till biskop i Härnösands stift.
Både i sin publicistiska verksamhet såväl som i sin egenskap av representant vid flera kyrkomöten visade han sympatier för den lågkyrkliga riktningen. Från 1900 ansträngde man sig därför från högkyrkligt håll för att han ej skulle bli utnämnd till ärkebiskop. Under sina inspektionsresor i Härnösands stift kom han att bli en stark förespråkare för en delning av stiftet. Det förverkligades 1904, då Luleå stift blev ett eget stift. Martin Johansson är begravd på Uppsala gamla kyrkogård.

## Publicistisk gärning
Tillsammans med N.J. Linnarsson och Theodor Norlin redigerade Johansson 1868–1870 Teologisk tidskrift, fortsatte 1871–1875 utgivandet av den tillsammans med Linnarsson. Han utgav sedan 1876–1890 ensam denna tidskrift. Han har vidare utgivit De nya evangeliiperikoperna, etc. 1869–1877, samt i förening med Anton Niklas Sundberg och C.A. Torén Nya testamentet, 1882, med mera.